# JR Freight classe EH800
La classe EH800 (EH800形, EH800-gata) est un type de locomotive électrique à courant alternatif exploitée par la compagnie JR Freight pour le transport de marchandises au Japon.

## Description
Les locomotives de la classe EH800 sont construites par Toshiba et sont basées sur la classe EH500. 20 exemplaires ont été produits.
Les locomotives sont constituées de 2 caisses articulées avec chacune 2 bogies de 2 essieux. Leur disposition des essieux complète est Bo'Bo'+Bo'Bo'.

## Affectation

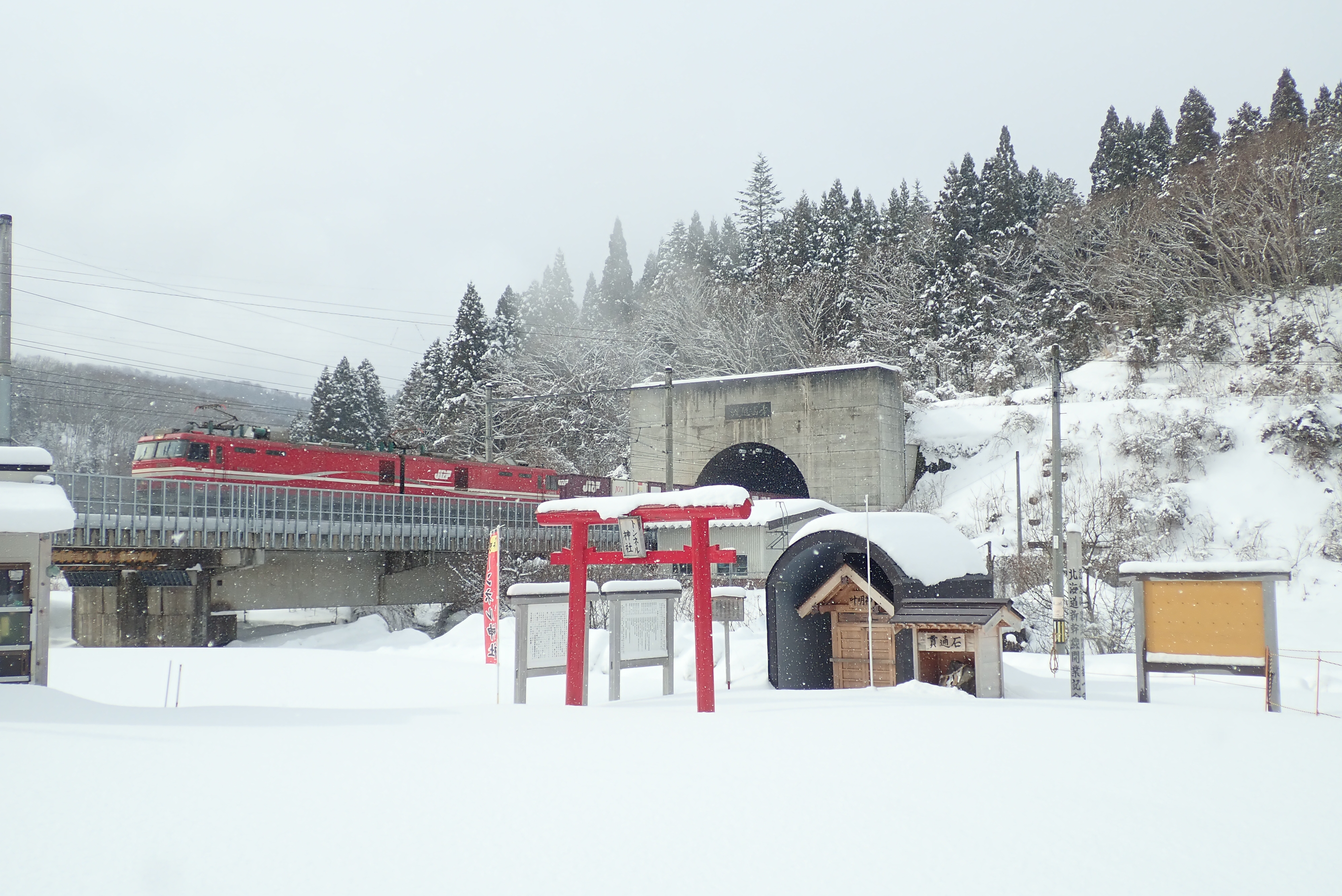
Locomotive EH800 à la sortie du tunnel du Seikan.

Les locomotives EH800 sont affectées aux trains de marchandises passant par le tunnel du Seikan entre Honshū et Hokkaidō. Elles effectuent principalement des trajets entre les terminaux de Higashi-Aomori à Aomori et Goryōkaku à Hakodate.